# Lliga alemanya de futbol 1963-64
La 1. Bundesliga 1963-64 va ser la primera edició de la Fußball-Bundesliga, màxima divisió de futbol d'Alemanya (en aquell moment Alemanya Occidental). L'històric format de lligues regionals i fase final nacional va ser abandonat a favor d'una única lliga nacional unificada. 16 equips de les cinc Oberlligues en funcionament van ser convidats a participar en aquest nou campionat. Aquesta temporada va adoptar un format de tots contra tots en què cada equip juga contra tots els altres una vegada a casa i una altra fora. No hi ha play-off, l'equip amb millor puntuació al final de la temporada és proclamat campió d'Alemanya.
El FC Colònia va aconseguir el primer títol de la història de la Bundesliga a la temporada inaugural 1963-64. El primer gol de la lliga va ser marcat per Friedhelm Konietzka per al Borussia Dortmund. Els equips 1. Fußball-Club Saarbrücken i SC Preußen Münster van ser els primers equips que van baixar. La temporada va començar el 24 d'agost del 1963 i va finalitzar l'11 de maig del 1964.

## Taula de posicions
| Pos. | Equip                    | PJ | PG | PE | PP | GF | GC | Dif. | Pts. |
| ---- | ------------------------ | -- | -- | -- | -- | -- | -- | ---- | ---- |
| 1.   | 1. Fußball-Club Köln (C) | 30 | 17 | 11 | 2  | 78 | 40 | +38  | 45   |
| 2.   | Meidericher SV           | 30 | 13 | 13 | 4  | 60 | 36 | +24  | 39   |
| 3.   | Eintracht Frankfurt      | 30 | 16 | 7  | 7  | 65 | 41 | +24  | 39   |
| 4.   | Borussia Dortmund        | 30 | 14 | 5  | 11 | 73 | 57 | +16  | 33   |
| 5.   | VfB Stuttgart            | 30 | 13 | 7  | 10 | 48 | 40 | +8   | 33   |
| 6.   | Hamburg SV               | 30 | 11 | 10 | 9  | 69 | 60 | +9   | 32   |
| 7.   | TSV 1860 Munich          | 30 | 11 | 9  | 10 | 66 | 50 | +16  | 31   |
| 8.   | FC Schalke 04            | 30 | 12 | 5  | 13 | 51 | 53 | −2   | 29   |
| 9.   | FC Nuremberg             | 30 | 11 | 7  | 12 | 45 | 56 | −11  | 29   |
| 10.  | Werder Bremen            | 30 | 10 | 8  | 12 | 53 | 62 | −9   | 28   |
| 11.  | Eintracht Braunschweig   | 30 | 11 | 6  | 13 | 36 | 49 | −13  | 28   |
| 12.  | 1. FC Kaiserslautern     | 30 | 10 | 6  | 14 | 48 | 69 | −21  | 26   |
| 13.  | Karlsruher SC            | 30 | 8  | 8  | 14 | 42 | 55 | −13  | 24   |
| 14.  | Hertha Berlín            | 30 | 9  | 6  | 15 | 45 | 65 | −20  | 24   |
| 15.  | Preußen Münster          | 30 | 7  | 9  | 14 | 34 | 52 | −18  | 23   |
| 16.  | Saarbrücken              | 30 | 6  | 5  | 19 | 44 | 72 | −28  | 17   |

| \| \| Classificat a la fase preliminar de la Copa de Campions d'Europa 1964-65 \| \| \| Classificat a la primera ronda de la Recopa d'Europa de futbol 1964-65 \| \| \| Classificat a la primera ronda de la Copa de Fires 1964-65 \| \| \| Descens a la Regionalliga \| |                                                                          |
| | Classificat a la fase preliminar de la Copa de Campions d'Europa 1964-65 |
| | Classificat a la primera ronda de la Recopa d'Europa de futbol 1964-65   |
| | Classificat a la primera ronda de la Copa de Fires 1964-65               |
| | Descens a la Regionalliga                                                |

| Alemanya                             |
| Campió 1. Fußball-Club Köln 2n títol |

## Golejadors
| Jugador           | Equip               | Gols |
| ----------------- | ------------------- | ---- |
| Uwe Seeler        | Hamburg SV          | 30   |
| Timo Konietzka    | Borussia Dortmund   | 20   |
| Rudi Brunnenmeier | TSV 1860 Múnic      | 19   |
| Wilhelm Huberts   | Eintracht Frankfurt | 18   |
| Klaus Matischak   | FC Schalke 04       | 18   |